# 黒い砂漠 (曲)
「黒い砂漠」（くろいさばく）は、日本のヴィジュアル系ロックバンド、jealkbのインディーズ4枚目のシングル。2007年4月11日発売。発売元はjkb records/R and C Ltd.。

## 収録曲
1. 黒い砂漠（くろいさばく）
  - 作詞:haderu / 作曲:elsa

PVは千葉県の九十九里浜の一部の屏風ヶ浦で撮影されている。
2. still lovin' you（スティル・ラヴィン・ユー）
  - 作詞:haderu / 作曲:elsa

インディーズ1枚目のアルバム『ROSES』では「still lovin' you (chaos ver)」として、キーボードのchaosがボーカルのバージョンとしてもリメイクされた。